# Shaun Hutchinson
Shaun Matthew Hutchinson (Newcastle upon Tyne, 23 november 1990) is een Engels voetballer die bij voorkeur als centrale verdediger speelt. Hij speelt sinds 2014 bij Fulham, dat uitkomt in de Engelse Football League Championship.

## Clubcarrière
Hutchinson verruilde in 2007 Wallsend Boys Club voor het Schotse Motherwell. Op 16 mei 2009 debuteerde hij in de Scottish Premier League tegen Hamilton Academical FC. Op 23 juli 2009 scoorde hij zijn eerste doelpunt voor Motherwell in de voorronde van de Europa League tegen het Albanese KS Flamurtari Vlorë. In totaal speelde hij 121 competitiewedstrijden voor de Schotse club, waarin hij zeven doelpunten scoorde. In 2014 tekende hij een tweejarig contract bij het Engelse Fulham.
2 McNamara ·
3 Wallace ·
4 Hutchinson  ·
5 Cooper ·
6 Tanganga ·
7 Nisbet ·
8 Mitchell ·
9 Bradshaw ·
10 Flemming ·
11 Longman ·
14 Campbell ·
15 Bryan ·
17 Brooke Norton-Cuffy ·
18 Leonard ·
19 Watmore ·
20 Šarkić ·
21 Obafemi ·
22 Emakhu ·
23 Saville ·
24 De Norre ·
25 Esse ·
27 Trueman ·
33 Białkowski ·
39 Honeyman ·
45 Harding ·
Mayor ·
Coach: Edwards
· Assistent-coach: Myers
· Assistent-coach: Barrett
· Keeperstrainer: Marshall